# Chilatherina
In der Gattung Chilatherina (Griechisch cheilos „Lippe“ + Atherina (Gattung der Ährenfische)) sind 11 Arten von Regenbogenfischen zusammengefasst, die nur im Norden und Westen der Insel Neuguinea vorkommen.

## Merkmale
Die Gattung Chilatherina ist eng verwandt mit Melanotaenia. Hauptsächlich unterscheiden sich beide Gattungen in der Struktur der Kieferknochen und der Kopfform.
Der Körper von Chilatherina-Arten ist seitlich stark abgeflacht, der Kopf relativ spitz. Mit zunehmendem Alter wird die Körperform insbesondere bei Männchen hochrückiger. Die Färbung der kleineren Weibchen ist silbrig-blass im Vergleich zu den bunt schillernden Männchen. Die Fische werden mit einer Körperlänge von etwa 5 cm geschlechtsreif. Die meisten Arten der Gattung werden etwa 10 bis 12 cm groß.

## Vorkommen
Chilatherina kommt ausschließlich nördlich des von West nach Ost verlaufenden zentralen Kettengebirges auf der Insel Neuguinea vor. Dort besiedeln die Arten die Zuflüsse der großen Flusssysteme Mamberamo, Sepik, Ramu und Markham. Eine Ausnahme bildet der Hochland-Regenbogenfisch, der auch südlich der Wasserscheide im Oberlauf des Purari vorkommt. Der Gestreifte Regenbogenfisch hat das größte Verbreitungsgebiet und bildet farblich unterschiedliche lokale Formen aus.
Habitat sind überwiegend offene, sonnenbeschienene Stellen in Fließgewässern mit tieferen Gumpen. Der Gestreifte Regenbogenfisch und Blehers Regenbogenfisch kommen auch lakustrin vor. Der Bodengrund der bewohnten Gewässer besteht aus Sand oder Kies und ist oft mit Blättern oder Totholz bedeckt. Die Nahrung besteht hauptsächlich aus Algen, Krustaceen, terrestrischen Insekten und aquatischen Insektenlarven.
Chilatherina sentaniensis konnte in den letzten Jahren nicht mehr in der Natur nachgewiesen werden. Das einzige in den letzten Jahrzehnten bekannte Vorkommen in einem Zufluss zum Sentanisee ist durch Abwässer einer Goldmine im Oberlauf erloschen; es gibt jedoch Aquarienpopulationen.

## Systematik
In der Gattung Chilatherina sind 11 Arten zusammengefasst, die in folgende Verwandtschaftsgruppen (Kladen) gegliedert werden können:
- Klade 1
  - Allens Regenbogenfisch (Chilatherina alleni) Price, 1997; in Flüssen im südöstlichen Gebiet der Cenderawasih-Bucht (West-Papua)
  - Blehers Regenbogenfisch (Chilatherina bleheri) Allen, 1985; in Seen "Danau Bira" am Fuße des Van-Rees-Gebirges im Mamberamo-Becken (West-Papua)
  - Gestreifter Regenbogenfisch (Chilatherina fasciata) (Weber, 1913); verbreitet in Flüssen vom Mamberamo-Becken bis zum Markham und im Sentani-See
  - Azurblauer Regenbogenfisch (Chilatherina pricei) Allen & Renyaan, 1996; auf der Insel Yapen in der Cenderawasih-Bucht (West-Papua)
  - Sentani-Regenbogenfisch (Chilatherina sentaniensis) (Weber, 1907); früher in mehreren Zuflüssen zum Sentani-See (West-Papua)
- Klade 2
  - Axelrods Regenbogenfisch (Chilatherina axelrodi) Allen, 1979; im Paul River (früher: Neumayerfluss) im Bewani-Gebirge in der Provinz Sandaun (Papua-Neuguinea)
  - Bulolo Regenbogenfisch (Chilatherina bulolo) (Whitley, 1938); punktuell in Zuflüssen des Markham und Ramu im Nordosten von Papua-Neuguinea
  - Hochland Regenbogenfisch (Chilatherina campsi) (Whitley, 1957); verbreitet in Flüssen des Zentralen Hochlands in Papua-Neuguinea
  - Silber Regenbogenfisch (Chilatherina crassispinosa) (Weber, 1913); verbreitet in Flüssen vom Mamberamo-Becken bis zum Markham
  - Chilatherina pagwiensis Allen & Unmack, 2012; bisher nur in einem Zufluss des Sepik in der East Sepik Province (Papua-Neuguinea)

Nach genetischen Untersuchungen ist der Lorentz-Regenbogenfisch (Chilatherina lorentzi) (Weber, 1907) am engsten mit Melanotaenia japenensis und weiteren Melanotaenia- und Glossolepis-Arten aus dem Norden Neuguineas verwandt als mit allen anderen Regenbogenfischen. Andererseits wäre genetisch der Diamant-Regenbogenfisch (Melanotaenia praecox) der Klade Chilatherina zuzurechnen.